# Gewog di Tsendagana
Il gewog di Tsendagana è uno dei quattordici raggruppamenti di villaggi del distretto di Dagana, nella regione Centrale, in Bhutan.